# Trioxys setaceus
Trioxys setaceus är en stekelart som beskrevs av Pike och Jaroslav Stary 2000. Trioxys setaceus ingår i släktet Trioxys och familjen bracksteklar. Inga underarter finns listade i Catalogue of Life.